# República Árabe Unida nos Jogos Olímpicos de Verão de 1964
O Egito competiu como República Árabe Unida nos Jogos Olímpicos de Verão de 1964, realizados em Tóquio, Japão.